# 倪說
1. 重定向 倪说

- 簡繁重定向：这是簡體至繁體，或繁體至簡體的重向。
  - 本重定向用來避免重複頁面、減少轉換系統出錯時的紅字問題。使用了本連結的頁面可能需要更新，以直接連結至目標頁面。請勿使用管道連結，這會隱藏正確的敘述。
  - 並非純簡繁字體差異者，請使用{{別名重定向}}或其他合適的重定向模板。